# مورای ناگایوری
مورای ناگایوری (به ژاپنی: (村井 長頼 Murai Nagayori); ۱ ژانویهٔ ۱۵۴۳ – ۶ دسامبر ۱۶۰۵) سامورایی در خدمت مائدا توشی‌ایه در دوره سنگوکو بود.